# Маккимми, Стюарт
Стю́арт Макки́мми (англ. Stewart McKimmie; 27 октября 1962, Абердин, Шотландия, Великобритания) — шотландский футболист, защитник. Участник чемпионата мира—1990 и чемпионатов Европы 1992 и 1996 годов в составе сборной Шотландии.

## Карьера

### Клубная
Первым профессиональным клубом в карьере Стюарта Маккимми стал «Данди». Защитник начал выступать за команду в сезоне 1980/81 в Первом дивизионе, занял в её составе второе место, а затем 2 сезона отыграл в Премьер-дивизионе. Всего за команду футболист сыграл 80 матчей.
С 1983 по 1997 год Маккимми был игроком «Абердина». Сыграв более 400 матчей в чемпионате Шотландии, защитник дважды (в сезонах 1983/84 и 1984/85) выигрывал национальный чемпионат. Помимо этого на его счету по 3 победы в кубке Шотландии и кубке шотландской лиги, а также победа в Суперкубке Европы—83. Стюарт Маккимми закончил карьеру игрока в 1998 году, отыграв 4 матча за «Данди Юнайтед».

### В сборной
В мае 1989 года Стюарт Маккимми в составе сборной Шотландии сыграл 2 матча в кубке Роуза. В следующий раз Берли вышел на поле в форме национальной команды 28 марта 1990 года в товарищеском матче со сборной Аргентины и забил победный гол в матче, который для самого защитника остался единственным за его многолетнюю карьеру в сборной Шотландии
.
Сыграв ещё в одном товарищеском матче — 16 мая с египтянами, футболист попал в заявку команды на чемпионат мира—1990. На турнире Маккимми принял участие в 2 матчах (против Коста-Рики и Бразилии).
В отборочном турнире к чемпионату Европы—1992 защитник сыграл 6 матчей, вновь поехал с командой на финальный турнир и на этот раз провёл все 3 матча сборной на Евро. Матч против Англии, сыгранный 15 июня 1996 года в рамках следующего европейского первенства, стал для Стюарта Маккимми последним в карьере за национальную сборную.

## Статистика
| Матчи Стюарта Маккимми за сборную Шотландии | Матчи Стюарта Маккимми за сборную Шотландии | Матчи Стюарта Маккимми за сборную Шотландии | Матчи Стюарта Маккимми за сборную Шотландии | Матчи Стюарта Маккимми за сборную Шотландии | Матчи Стюарта Маккимми за сборную Шотландии | Матчи Стюарта Маккимми за сборную Шотландии |
| ------------------------------------------- | ------------------------------------------- | ------------------------------------------- | ------------------------------------------- | ------------------------------------------- | ------------------------------------------- | ------------------------------------------- |
| №                                           | Дата                                        | Оппонент                                    | Счёт                                        | Голы Маккимми                               | Соревнование                                |                                             |
| 1                                           | 27 мая 1989                                 | Англия                                      | 0:2                                         | —                                           | Кубок Роуза                                 |                                             |
| 2                                           | 30 мая 1989                                 | Чили                                        | 2:0                                         | —                                           | Кубок Роуза                                 |                                             |
| 3                                           | 28 марта 1990                               | Аргентина                                   | 1:0                                         | 1                                           | Товарищеский матч                           |                                             |
| 4                                           | 16 мая 1990                                 | Египет                                      | 1:3                                         | —                                           | Товарищеский матч                           |                                             |
| 5                                           | 11 июня 1990                                | Коста-Рика                                  | 0:1                                         | —                                           | Чемпионат мира—1990                         |                                             |
| 6                                           | 20 июня 1990                                | Бразилия                                    | 0:1                                         | —                                           | Чемпионат мира—1990                         |                                             |
| 7                                           | 12 сентября 1990                            | Румыния                                     | 2:1                                         | —                                           | Отборочный матч ЧЕ—1992                     |                                             |
| 8                                           | 17 октября 1990                             | Швейцария                                   | 2:1                                         | —                                           | Отборочный матч ЧЕ—1992                     |                                             |
| 9                                           | 14 ноября 1990                              | Болгария                                    | 1:1                                         | —                                           | Отборочный матч ЧЕ—1992                     |                                             |
| 10                                          | 1 мая 1991                                  | Сан-Марино                                  | 2:0                                         | —                                           | Отборочный матч ЧЕ—1992                     |                                             |
| 11                                          | 11 сентября 1991                            | Швейцария                                   | 2:2                                         | —                                           | Отборочный матч ЧЕ—1992                     |                                             |
| 12                                          | 16 октября 1991                             | Румыния                                     | 0:1                                         | —                                           | Отборочный матч ЧЕ—1992                     |                                             |
| 13                                          | 19 февраля 1992                             | Северная Ирландия                           | 1:0                                         | —                                           | Товарищеский матч                           |                                             |
| 14                                          | 25 марта 1992                               | Финляндия                                   | 1:1                                         | —                                           | Товарищеский матч                           |                                             |
| 15                                          | 17 мая 1992                                 | США                                         | 1:0                                         | —                                           | Товарищеский матч                           |                                             |
| 16                                          | 20 мая 1992                                 | Канада                                      | 3:1                                         | —                                           | Товарищеский матч                           |                                             |
| 17                                          | 3 июня 1992                                 | Норвегия                                    | 0:0                                         | —                                           | Товарищеский матч                           |                                             |
| 18                                          | 12 июня 1992                                | Нидерланды                                  | 0:1                                         | —                                           | Чемпионат Европы—1992                       |                                             |
| 19                                          | 15 июня 1992                                | Германия                                    | 0:2                                         | —                                           | Чемпионат Европы—1992                       |                                             |
| 20                                          | 18 июня 1992                                | СНГ                                         | 3:0                                         | —                                           | Чемпионат Европы—1992                       |                                             |
| 21                                          | 28 апреля 1993                              | Португалия                                  | 0:5                                         | —                                           | Отборочный матч ЧМ—1994                     |                                             |
| 22                                          | 2 июня 1993                                 | Эстония                                     | 3:1                                         | —                                           | Отборочный матч ЧМ—1994                     |                                             |
| 23                                          | 8 сентября 1993                             | Швейцария                                   | 1:1                                         | —                                           | Отборочный матч ЧМ—1994                     |                                             |
| 24                                          | 13 октября 1993                             | Италия                                      | 1:3                                         | —                                           | Отборочный матч ЧМ—1994                     |                                             |
| 25                                          | 23 марта 1994                               | Нидерланды                                  | 0:1                                         | —                                           | Товарищеский матч                           |                                             |
| 26                                          | 20 апреля 1994                              | Австрия                                     | 2:1                                         | —                                           | Товарищеский матч                           |                                             |
| 27                                          | 27 мая 1994                                 | Нидерланды                                  | 1:3                                         | —                                           | Товарищеский матч                           |                                             |
| 28                                          | 7 сентября 1994                             | Финляндия                                   | 2:0                                         | —                                           | Отборочный матч ЧЕ—1996                     |                                             |
| 29                                          | 12 октября 1994                             | Фарерские острова                           | 5:1                                         | —                                           | Отборочный матч ЧЕ—1996                     |                                             |
| 30                                          | 16 ноября 1994                              | Россия                                      | 1:1                                         | —                                           | Отборочный матч ЧЕ—1996                     |                                             |
| 31                                          | 18 декабря 1994                             | Греция                                      | 0:1                                         | —                                           | Отборочный матч ЧЕ—1996                     |                                             |
| 32                                          | 29 марта 1995                               | Россия                                      | 0:0                                         | —                                           | Отборочный матч ЧЕ—1996                     |                                             |
| 33                                          | 7 июня 1995                                 | Фарерские острова                           | 2:0                                         | —                                           | Отборочный матч ЧЕ—1996                     |                                             |
| 34                                          | 16 августа 1995                             | Греция                                      | 1:0                                         | —                                           | Отборочный матч ЧЕ—1996                     |                                             |
| 35                                          | 6 сентября 1995                             | Финляндия                                   | 1:0                                         | —                                           | Отборочный матч ЧЕ—1996                     |                                             |
| 36                                          | 11 октября 1995                             | Швеция                                      | 0:2                                         | —                                           | Товарищеский матч                           |                                             |
| 37                                          | 24 апреля 1996                              | Дания                                       | 0:2                                         | —                                           | Товарищеский матч                           |                                             |
| 38                                          | 29 мая 1996                                 | Колумбия                                    | 0:1                                         | —                                           | Товарищеский матч                           |                                             |
| 39                                          | 10 июня 1996                                | Нидерланды                                  | 0:0                                         | —                                           | Чемпионат Европы—1996                       |                                             |
| 40                                          | 15 июня 1996                                | Англия                                      | 0:2                                         | —                                           | Чемпионат Европы—1996                       |                                             |

Итого: 40 матчей, 1 гол; 16 побед, 8 ничьих, 16 поражений.

## Достижения
Абердин
- Чемпион Шотландии (2): 1983/84, 1984/85
- Обладатель Кубка Шотландии (3): 1983/84, 1985/86, 1989/90
- Обладатель Кубка шотландской лиги (3): 1985, 1989, 1995